# Mathias Sigwardt Greve
Mathias Sigwardt Greve, född 17 september 1832 i Bergen, död 27 december 1912, var en norsk läkare. Han var far till Bredo Greve.
Greve blev candidatus medicinæ 1857, var därefter 1858–64 läkare vid Nordre Trondhjems Amtssygehus och från 1865 läkare i Hamar, intill han 1883 blev direktör för Rikshospitalet i Kristiania. Han var en av grundläggarna av Gausdals högfjällssanatorium, vars första läkare han var i flera år från 1878. Han organiserade skandinaviska läkares studieresor till norska kurorter och var en verksam skribent inom populär medicin, särskilt som bekämpare av smittrisken vid veneriska sjukdomar.